# Hautmont
Hautmont là một xã trong vùng Hauts-de-France, thuộc tỉnh Nord, quận Avesnes-sur-Helpe, tổng Hautmont (Chef-lieu). Tọa độ địa lý của xã là 50° 14' vĩ độ bắc, 03° 55' kinh độ đông. Hautmont nằm trên độ cao trung bình là 132 mét trên mực nước biển, có điểm thấp nhất là 123 mét và điểm cao nhất là 184 mét. Xã có diện tích 12,27 km², dân số vào thời điểm 1999 là 16.021 người; mật độ dân số là 1306 người/km².

## Thông tin nhân khẩu
| 1962   | 1968   | 1975   | 1982   | 1990   | 1999   |
| ------ | ------ | ------ | ------ | ------ | ------ |
| 17 146 | 17 870 | 19 175 | 18 461 | 17 475 | 16 029 |

## Các thành phố kết nghĩa
- Halver, Đức
- Kalisz, Ba Lan